# Rossino Mantovano
Rossino Mantovano (bl. etwa 1505–1511) war ein italienischer Renaissance-Komponist vom Anfang des 16. Jahrhunderts. Über sein Leben ist nur wenig überliefert, man weiß lediglich, dass er 1509 als Altist an den Chor der Kathedrale von Mantua (Mantovano) kam und dort 1510–11 als maestro di canto wirkte. Erhalten ist das Frottola bzw. frühe Madrigal Lirum bililirum, eine parodistische Serenade in bergamaskischem Dialekt, das später als Instrumentalmusik den Titel Un sonar de piva erhielt. Bekannt ist die Interpretation des Stücks durch das britische Vocal-Essemble The King’s Singers. Ebenso wie das Madrigal Poi che fai, donna, el gaton scheint das Stück in Zusammenhang mit dem mantuanischen Theater zu stehen.

## Text des Madrigals „Lirum bililirum“
Lirum bililirum, li-lirum, lirum, lirum.

Deh si soni la sordina.

Tu m’intendi ben, Pedrina,

Ma non già per il dovirum.

Lirum bililirum, li-lirum, lirum li

Deh, si soni la sordina,

Le ses an che t’vo mi ben

E che t’son bon servidor,

Ma t’aspet che l’so ben

Ch’al fin sclopi per amor.

Deh, non da plu tat dolor,

Tu sa ben che dig il virum.
Lirum bililirum, li-lirum, lirum, lirum.

Oh, lasset das verstummte Instrument erklingen.

Du hörst mich gut, Pedrina.

Und nicht nur aus Pflichtgefühl.

Lirum bililirum, li-lirum, lirum li.

Oh, lasset das verstummte Instrument erklingen.

Ich habe Dich sechs Jahre lang geliebt.

Und war Dir ein guter Diener.

Doch ich habe so lange auf Dich gewartet.

Dass ich durch Liebe zerberste.

Oh, bekümmere mich nicht noch mehr.

Du weißt genau, dass ich die Wahrheit spreche.